# 3 000 meter hinder för herrar i friidrott vid olympiska sommarspelen 2004
3 000 m hinder, en gren ingående i friidrottstävlingarna vid Olympiska sommarspelen 2004, avgjordes på Atens olympiska stadion den 21 och 24 augusti.

## Medaljörer
| Event              | Guld                 | Guld    | Silver               | Silver  | Brons                     | Brons   |
| 3 000 meter hinder | Ezekiel Kemboi Kenya | 8.05,81 | Brimin Kipruto Kenya | 8.06,11 | Paul Kipsiele Koech Kenya | 8.06,64 |

## Världsranking
Inför tävlingarna var följande rankade som de tio främsta av International Association of Athletics Federations:
1. Saif Saaeed Shaheen
2. Paul Kipsiele Koech
3. Ezekiel Kemboi
4. Julius Nyamu
5. Bouabdellah Tahri
6. Ali Ezzine
7. David Chemweno
8. Wesley Kiprotich
9. Kipkurui Misoi
10. Simon Vroemen

## Resultat
Från de tre försöksheaten gick de tre främsta i varje heat samt de sex bästa tiderna därutöver vidare till finalen
Alla tider visas i minuter och sekunder.

- Q innebär avancemang utifrån placering i heatet.
- q innebär avancemang utifrån total placering.
- DNS innebär att personen inte startade.
- DNF innebär att personen inte fullföljde.
- DQ innebär diskvalificering.
- NR innebär nationellt rekord.
- OR innebär olympiskt rekord.
- WR innebär världsrekord.
- WJR innebär världsrekord för juniorer
- AR innebär världsdelsrekord (area record)
- PB innebär personligt rekord.
- SB innebär säsongsbästa.

### Försöksheat
| Heat | Idrottare                 | Nation           | Tid     |    | Placering |   |
| ---- | ------------------------- | ---------------- | ------- | -- | --------- | - |
| 1    | Khamis Abdullah Saifeldin | Qatar            | 8.17,89 | SB | 4         | Q |
| 1    | Ezekiel Kemboi            | Kenya            | 8.18,20 |    | 5         | Q |
| 1    | Bouabdellah Tahri         | Frankrike        | 8.18,98 |    | 6         | Q |
| 1    | Daniel Lincoln            | USA              | 8:19.62 |    | 8         | q |
| 1    | Ali Ezzine                | Marocko          | 8:20.18 |    | 10        | q |
| 1    | Eliseo Martin             | Spanien          | 8:21.88 |    | 11        | q |
| 1    | Radosław Popławski        | Polen            | 8:22.16 | SB | 12        | q |
| 1    | Martin Pröll              | Österrike        | 8:26.01 |    | 19        |   |
| 1    | Ion Luchianov             | Moldavien        | 8:26.17 | NR | 20        |   |
| 1    | Boštjan Buč               | Slovenien        | 8:37.29 |    | 31        |   |
| 1    | Pavel Potapovitj          | Ryssland         | 8:52.65 |    | 37        |   |
| 1    | Giuseppe Maffei           | Italien          | DNF     |    | —         |   |
| 1    | Roberto Caraciolo Mandje  | Ekvatorialguinea | DNS     |    | —         |   |
| 1    | Lotfi Turki               | Tunisien         | DNS     |    | —         |   |
| 2    | Brimin Kipruto            | Kenya            | 8:15.11 |    | 1         | Q |
| 2    | Simon Vroemen             | Nederländerna    | 8:15.28 | SB | 2         | Q |
| 2    | Luis Miguel Martín        | Spanien          | 8:16.90 |    | 3         | Q |
| 2    | Mustafa Mohamed           | Sverige          | 8:19.37 |    | 7         | q |
| 2    | Vincent Ledauphin         | Frankrike        | 8:20.13 |    | 9         | q |
| 2    | Jan Zakrzewski            | Polen            | 8:23.72 |    | 13        |   |
| 2    | Roman Usov                | Ryssland         | 8:24.19 |    | 16        |   |
| 2    | Vadim Slobodenjuk         | Ukraina          | 8:24.84 | PB | 18        |   |
| 2    | Abdelatif Chemlal         | Marocko          | 8:29.36 |    | 25        |   |
| 2    | Tewodros Shiferaw         | Etiopien         | 8:33.15 |    | 27        |   |
| 2    | Abdelhakim Maazouz        | Algeriet         | 8:36.12 |    | 30        |   |
| 2    | Robert Gary               | USA              | 8:38.01 |    | 32        |   |
| 2    | Ruben Ramolefi            | Sydafrika        | 8:46.17 |    | 34        |   |
| 2    | Bashir Ibrahim            | Kuwait           | 8:48.65 | NR | 35        |   |
| 3    | Musa Amer Obaid           | Qatar            | 8.23,94 |    | 14        | Q |
| 3    | Antonio Jiménez           | Spanien          | 8:24.13 |    | 15        | Q |
| 3    | Paul Kipsiele Koech       | Kenya            | 8:24.68 |    | 17        | Q |
| 3    | Zouhair Ouerdi            | Marocko          | 8:27.55 |    | 21        |   |
| 3    | Justin Chaston            | Storbritannien   | 8:28.35 |    | 22        |   |
| 3    | Yoshitaka Iwamizu         | Japan            | 8:29.07 |    | 23        |   |
| 3    | Peter Nowill              | Australien       | 8:29.14 |    | 24        |   |
| 3    | Anthony Famiglietti       | USA              | 8:31.59 |    | 26        |   |
| 3    | Alexander Greaux          | Puerto Rico      | 8:33.62 |    | 28        |   |
| 3    | Jim Svenøy                | Norge            | 8:33.97 |    | 29        |   |
| 3    | Manuel Silva              | Portugal         | 8:38.31 |    | 33        |   |
| 3    | Luleseged Wale            | Etiopien         | 8:50.73 |    | 36        |   |
| 3    | Jakub Czaja               | Polen            | 8:56.24 |    | 37        |   |

### Final
Finalen hölls den 24 augusti.
| Placering | Idrottare                       | Tid     |    |
| --------- | ------------------------------- | ------- | -- |
|           | Ezekiel Kemboi (KEN)            | 8.05,81 | SB |
|           | Brimin Kipruto (KEN)            | 8.06,11 |    |
|           | Paul Kipsiele Koech (KEN)       | 8.06,64 |    |
| 4         | Musa Amer Obaid (QAT)           | 8.07,18 | PB |
| 5         | Luis Miguel Martín (ESP)        | 8.11,64 | SB |
| 6         | Simon Vroemen (NED)             | 8.13,25 | SB |
| 7         | Bouabdellah Tahri (FRA)         | 8.14,26 | SB |
| 8         | Ali Ezzine (MAR)                | 8.15,58 |    |
| 9         | Eliseo Martin (ESP)             | 8.15,77 | SB |
| 10        | Vincent Ledauphin (FRA)         | 8.16,15 | SB |
| 11        | Daniel Lincoln (USA)            | 8.16,86 |    |
| 12        | Radosław Popławski (POL)        | 8.17,32 | PB |
| 13        | Mustafa Mohamed (SWE)           | 8.18,05 | PB |
| 14        | Antonio Jiménez (ESP)           | 8.22,63 |    |
| 15        | Khamis Abdullah Saifeldin (QAT) | 8.36,66 |    |

## Rekord

### Världsrekord
- Brahim Boulani, Marocko - 7.53,17 - 16 augusti 2002 - Zürich, Schweiz

### Olympiskt rekord
- Julius Kariuki, Kenya - 8.05,51 - 30 september 1988 - Seoul, Sydkorea

## Tidigare vinnare

### OS
- 1896 i Aten: Ingen tävling
- 1900 i Paris: George Orton, Kanada – 7.34,4 (2 500 m)
- 1904 i S:t Louis: James Lightbody, USA – 7.39,6 (2 590 m)
- 1906 i Aten: Ingen tävling
- 1908 i London: Arthur Russel, Storbritannien – 10.47,8 (3 200 m)
- 1912 i Stockholm: Ingen tävling
- 1920 i Antwerpen: Percy Hodge, Storbritannien – 10.00,4
- 1924 i Paris: Ville Ritola, Finland – 9.33,6
- 1928 i Amsterdam: Toivo Loukola, Finland – 9.21,2
- 1932 i Los Angeles: Volmari Iso-Hollo, Finland – 10.33,4 (3 450 m)
- 1936 i Berlin: Volmari Iso-Hollo, Finland – 9.03,8
- 1948 i London: Tore Sjöstrand, Sverige – 9.04,6
- 1952 i Helsingfors: Horace Ashenfelter, USA – 8.45,4
- 1956 i Melbourne: Chris Brasher, Storbritannien – 8.41,2
- 1960 i Rom: Zdzislaw Krzyszkowiak, Polen – 8.34,2
- 1964 i Tokyo: Gaston Roelants, Belgien – 8.30,8
- 1968 i Mexico City: Amos Biwott, Kenya – 8.51,0
- 1972 i München: Kipchoge Keino, Kenya – 8.23,6
- 1976 i Montréal: Anders Gärderud, Sverige - 8.08,2
- 1980 i Moskva: Bronislaw Malinowski, Polen – 8.09,7
- 1984 i Los Angeles: Julius Kirir, Kenya – 8.11,80
- 1988 i Seoul: Julius Kariyuki, Kenya – 8.05,51
- 1992 i Barcelona: Mattew Birir, Kenya – 8.08,84
- 1996 i Atlanta: Joseph Keter, Kenya – 8.07,12
- 2000 i Sydney: Reuben Kosgei, Kenya – 8.21,43

### VM
- 1983 i Helsingfors: Patriz Ilg, Västtyskland – 8.15,06
- 1987 i Rom: Francesco Panetta, Italien – 8.08,57
- 1991 i Tokyo: Moses Kiptanui, Kenya – 8.12,59
- 1993 i Stuttgart: Moses Kiptanui, Kenya – 8.06,36
- 1995 i Göteborg: Moses Kiptanui, Kenya – 8.04,16
- 1997 i Aten: Wilson Boit Kipketer, Kenya – 8.05,84
- 1999 i Sevilla: Christopher Koskei, Kenya – 8.11,86
- 2001 i Edmonton: Reuben Kosgei, Kenya – 8.15,16
- 2003 i Paris: Saif Saaeed Shaheen, Qatar – 8.04,39